# Сілверстріт (Південна Кароліна)
Сілверстріт (англ. Silverstreet) — місто (англ. town) в США, в окрузі Ньюбері штату Південна Кароліна. Населення — 164 особи (2020).

## Географія
Сілверстріт розташований за координатами 34°13′4″ пн. ш. 81°42′53″ зх. д. / 34.21778° пн. ш. 81.71472° зх. д. (34.217723, -81.714594).  За даними Бюро перепису населення США в 2010 році місто мало площу 8,67 км², уся площа — суходіл.

## Демографія
Згідно з переписом 2010 року, у місті мешкали 162 особи в 68 домогосподарствах у складі 45 родин. Густота населення становила 19 осіб/км².  Було 82 помешкання (9/км²).
Расовий склад населення:
| - 75,9 % — білих - 19,8 % — чорних або афроамериканців - 4,3 % — осіб інших рас |

До двох чи більше рас належало 0,0 %. Частка іспаномовних становила 4,3 % від усіх жителів.
За віковим діапазоном населення розподілялося таким чином: 22,2 % — особи молодші 18 років, 57,4 % — особи у віці 18—64 років, 20,4 % — особи у віці 65 років та старші. Медіана віку мешканця становила 45,3 року. На 100 осіб жіночої статі у місті припадало 90,6 чоловіків;  на 100 жінок у віці від 18 років та старших — 93,8 чоловіків також старших 18 років.
Середній дохід на одне домашнє господарство  становив 66 876 доларів США (медіана — 50 000), а середній дохід на одну сім'ю — 89 953 долари (медіана — 75 625). За межею бідності перебувало 12,7 % осіб, у тому числі 6,9 % дітей у віці до 18 років та 14,3 % осіб у віці 65 років та старших.
Цивільне працевлаштоване населення становило 87 осіб. Основні галузі зайнятості: транспорт — 24,1 %, освіта, охорона здоров'я та соціальна допомога — 14,9 %, публічна адміністрація — 13,8 %.